# Hexley
Hexley è la mascotte del sistema operativo open source Darwin, che a sua volta è il cuore del sistema operativo macOS di Apple. Hexley rappresenta un ornitorinco con in mano un forcone, la mascotte è disegnata con dei tratti da fumetto. È stato disegnato e registrato da Jon Hooper e non è affiliato con la Apple Inc. Il nome deriverebbe da un gioco di parole tra hex (abbreviazione per esadecimale in inglese) e "Huxley": Thomas Henry Huxley era un biologo inglese che difese strenuamente le teorie sull'evoluzione di Charles Darwin. Pur essendo un nome non semplicissimo da ricordare e soggetto a errori di scrittura, il nome si era diffuso e oramai è diventato il nome ufficiale.